# Liste der Vergessene-Reiche-Romane
Die Vergessene Reiche Roman-Liste ist eine Literaturliste von Romanen, die in den Vergessenen Reichen handeln.

## Deutschsprachige Romane

### Deutschsprachige Romanreihen
- Die Saga vom Dunkelelf

1. Robert Anthony Salvatore: Der dritte Sohn. Goldmann 1992, ISBN 3-442-24562-1
2. Robert Anthony Salvatore: Im Reich der Spinne. Goldmann 1992, ISBN 3-442-24564-8
3. Robert Anthony Salvatore: Der Wächter im Dunkel. Goldmann 1992, ISBN 3-442-24565-6
4. Robert Anthony Salvatore: Im Zeichen des Panthers. Goldmann 1992, ISBN 3-442-24566-4
5. Robert Anthony Salvatore: In Acht und Bann. Goldmann 1992, ISBN 3-442-24567-2
6. Robert Anthony Salvatore: Der Hüter des Waldes. Goldmann 1992, ISBN 3-442-24568-0

- Die Legende von Drizzt (Neuausgabe von Die Saga vom Dunkelelf, die jeweils 1:1 den amerikanischen Ausgaben entspricht)

1. Robert Anthony Salvatore: Die Dunkelelfen. Blanvalet 2010, ISBN 978-3-442-26754-5
2. Robert Anthony Salvatore: Die Rache der Dunkelelfen. Blanvalet 2010, ISBN 978-3-442-26755-2
3. Robert Anthony Salvatore: Der Fluch der Dunkelelfen. Blanvalet 2011, ISBN 978-3-442-26756-9

- Die Vergessenen Welten

1. Robert Anthony Salvatore: Der gesprungene Kristall. Goldmann 2006, ISBN 3-442-24549-4
2. Robert Anthony Salvatore: Die verschlungenen Pfade. Goldmann 1997, ISBN 3-442-24550-8
3. Robert Anthony Salvatore: Die silbernen Ströme. Goldmann 2005, ISBN 3-442-24551-6
4. Robert Anthony Salvatore: Das Tal der Dunkelheit. Goldmann 2004, ISBN 3-442-24552-4
5. Robert Anthony Salvatore: Der magische Stein. Goldmann 2004, ISBN 3-442-24553-2
6. Robert Anthony Salvatore: Der ewige Traum. Goldmann 1990, ISBN 3-442-24554-0
7. Robert Anthony Salvatore: Das Vermächtnis. Goldmann 1995, ISBN 3-442-24663-6
8. Robert Anthony Salvatore: Nacht ohne Sterne. Goldmann 2000, ISBN 3-442-24664-4
9. Robert Anthony Salvatore: Brüder des Dunkels. Goldmann 1997, ISBN 3-442-24706-3
10. Robert Anthony Salvatore: Die Küste der Schwerter. Goldmann 1997, ISBN 3-442-24741-1
11. Robert Anthony Salvatore: Kristall der Finsternis. Blanvalet 2000, ISBN 3-442-24931-7
12. Robert Anthony Salvatore: Schattenzeit. Goldmann 2001, ISBN 3-442-24973-2
13. Robert Anthony Salvatore: Der schwarze Zauber. Blanvalet 2001, ISBN 3-442-24168-5
14. Robert Anthony Salvatore: Die Rückkehr der Hoffnung. Blanvalet 2003, ISBN 3-442-24227-4
15. Robert Anthony Salvatore: Der Hexenkönig. Blanvalet 2006, ISBN 3-442-24402-1
16. Robert Anthony Salvatore: Die Drachen der Blutsteinlande. Blanvalet 2007, ISBN 3-442-24458-7

- Die Rückkehr des Dunkelelf

1. Robert Anthony Salvatore: Die Invasion der Orks. Blanvalet 2004, ISBN 3-442-24284-3
2. Robert Anthony Salvatore: Kampf der Kreaturen. Blanvalet 2004, ISBN 3-442-24299-1
3. Robert Anthony Salvatore: Die zwei Schwerter. Blanvalet 2005, ISBN 3-442-24369-6

- Die Legende vom Dunkelelf

1. Robert Anthony Salvatore: Der König der Orks. Blanvalet 2008, ISBN 3-442-26580-0
2. Robert Anthony Salvatore: Der Piratenkönig. Blanvalet 2009, ISBN 3-442-26618-1
3. Robert Anthony Salvatore: Der König der Geister. Blanvalet 2011, ISBN 3-442-26619-X

- Niewinter

1. Robert Anthony Salvatore: Gauntlgrym. Blanvalet 2012, ISBN 3-442-26851-6
2. Robert Anthony Salvatore: Niewinter. Blanvalet 2012, ISBN 3-442-26878-8
3. Robert Anthony Salvatore: Charons Klaue. Blanvalet 2013, ISBN 3-442-26895-8
4. Robert Anthony Salvatore: Die letzte Grenze. Blanvalet 2014, ISBN 3-442-26962-8

- Erzählungen vom Dunkelelf

1. Robert Anthony Salvatore: Die Legende von Drizzt. Blanvalet 2013, ISBN 3-442-26915-6

- The Sundering

1. Robert Anthony Salvatore: Die Gefährten. Blanvalet 2014, ISBN 3-442-26988-1

- Das Buch der Gefährten

1. Robert Anthony Salvatore: Die Nacht des Jägers. Blanvalet 2018, ISBN 978-3-7341-6108-7
2. Robert Anthony Salvatore: Der Aufstieg des Königs. Blanvalet 2018, ISBN 978-3-641-22740-1
3. Robert Anthony Salvatore: Die Vergeltung des Eisernen Zwerges. Blanvalet 2018, ISBN 978-3-7341-6136-0

- Die Heimkehr

1. Robert Anthony Salvatore: Meister der Magie. Blanvalet 2019, ISBN 978-3-7341-6201-5
2. Robert Anthony Salvatore: Meister der Intrige. Blanvalet 2019, ISBN 978-3-7341-6202-2
3. Robert Anthony Salvatore: Meister des Kampfes. Blanvalet 2019, ISBN  978-3-7341-6203-9

- Generationen

1. Robert Anthony Salvatore: Zeitenlos. Blanvalet 2021, ISBN 978-3-7341-6271-8
2. Robert Anthony Salvatore: Grenzenlos. Blanvalet 2022, ISBN 978-3-7341-6274-9
3. Robert Anthony Salvatore: Erbarmungslos. Blanvalet 2022, ISBN 978-3-7341-6275-6

- Das Lied von Deneir

1. Robert Anthony Salvatore: Das Elixier der Wünsche. Blanvalet 1996, ISBN 3-442-24703-9
2. Robert Anthony Salvatore: Die Schatten von Shilmista. Goldmann 1997, ISBN 3-442-24704-7
3. Robert Anthony Salvatore: Die Maske der Nacht. Blanvalet 1997, ISBN 3-442-24705-5
4. Robert Anthony Salvatore: Die Festung des Zwielichts. Goldmann 1997, ISBN 3-442-24735-7
5. Robert Anthony Salvatore: Der Fluch des Alchemisten. Goldmann 1997, ISBN 3-442-24736-5

- Der Krieg der Spinnenkönigin

1. Richard Lee Byers: Zersetzung. Feder & Schwert 2004, ISBN 3-935282-84-2
2. Thomas M. Reid: Empörung. Feder & Schwert 2004, ISBN 3-937255-05-2
3. Richard Baker: Verdammung. Feder & Schwert 2004, ISBN 3-937255-07-9
4. Lisa Smedman: Zerstörung. Feder & Schwert 2004, ISBN 3-937255-18-4
5. Philip Athans: Verheerung. Feder & Schwert 2005, ISBN 3-937255-24-9
6. Paul S. Kemp: Auferstehung. Feder & Schwert 2005, ISBN 3-937255-55-9

- Die Legende von Elminster

1. Ed Greenwood: Der Zauberkuss. Blanvalet 2002, ISBN 3-442-24223-1
2. Ed Greenwood: Die Elfenstadt. Blanvalet 2003, ISBN 3-442-24224-X
3. Ed Greenwood: Die Versuchung. Blanvalet 2003, ISBN 3-442-24240-1
4. Ed Greenwood: Im Bann der Dämonen. Blanvalet 2003, ISBN 3-442-24239-8
5. Ed Greenwood: Die Tochter des Magiers. Blanvalet 2006, ISBN 3-442-24380-7

- Die Avatar-Chronik

(Die Bände 1 bis 3 werden teilweise noch unter der Bezeichnung Die Avatar-Trilogie geführt. Nach Erscheinen von Band 4 und 5 wurden diese ersten drei Bände mit einem neuen (den restlichen zwei Bänden angeglichenen) Cover noch einmal herausgegeben. Hierbei wurden inkonsequenterweise nicht immer neue ISBNs vergeben.)
1. Scott Ciencin: Schattental. Feder & Schwert 2002, ISBN 3-935282-54-0 (altes Cover) bzw. Feder & Schwert 2006, ISBN 3-937255-60-5 (neues Cover)
2. Scott Ciencin: Tantras. Feder & Schwert 2002, ISBN 3-935282-56-7 (altes & neues Cover)
3. Troy Denning: Tiefwasser. Feder & Schwert 2006, ISBN 3-937255-61-3 (altes & neues Cover)
4. James Lowder: Der Prinz der Lügen. Feder & Schwert 2005, ISBN 3-935282-86-9
5. Troy Denning: Die Feuerprobe. Feder & Schwert 2005, ISBN 3-937255-25-7

- Die Rückkehr der Erzmagier

1. Troy Denning: Der Ruf. Feder & Schwert 2005, ISBN 3-937255-38-9
2. Troy Denning: Die Belagerung. Feder & Schwert 2005, ISBN 3-937255-49-4
3. Troy Denning: Der Hexenmeister. Feder & Schwert 2005, ISBN 3-937255-56-7

- Die Kormyr-Saga

1. Ed Greenwood: Dunkle Fänge. Blanvalet 2007, ISBN 3-442-24419-6
2. Troy Denning: Jenseits der Berge. Blanvalet 2008, ISBN 3-442-24429-3
3. Ed Greenwood: Die Ritter des Purpurdrachen. Blanvalet 2009, ISBN 3-442-24430-7

- Ratgeber & Regenten

1. Elaine Cunningham: Die Bluthündin. Feder & Schwert 2002, ISBN 3-935282-51-6
2. Elaine Cunningham: Das Wehr. Feder & Schwert 2002, ISBN 3-935282-65-6
3. Elaine Cunningham: Der Krieg der Magier. Feder & Schwert 2003, ISBN 3-935282-71-0

- Das Jahr der abtrünnigen Drachen

1. Richard Lee Byers: Der Zorn. Feder & Schwert 2006, ISBN 3-937255-79-6
2. Richard Lee Byers: Der Zauber. Feder & Schwert 2006, ISBN 3-937255-88-5
3. Richard Lee Byers: Der Zerfall. Feder & Schwert 2006, ISBN 3-937255-89-3

- Sembia

1. Paul S. Kemp: Zeuge der Schatten. Feder & Schwert 2007, ISBN 3-86762-005-9
2. Richard Lee Byers: Hinter der Maske. Feder & Schwert 2007, ISBN 3-86762-016-4
3. Dave Gross: Der schwarze Wolf. Feder & Schwert 2007, ISBN 3-86762-017-2
4. Lisa Smedman: Erbin der Prophezeiung. Feder & Schwert 2008, ISBN 3-86762-029-6
5. Voronica Whitney-Robinson: Der Sand der Seele. Feder & Schwert 2008, ISBN 3-86762-042-3
6. Dave Gross: Die Herren der Sturmfeste. Feder & Schwert 2009, ISBN 3-86762-048-2

- Die Büsserin

1. Lisa Smedman: Das Opfer der Witwe. Feder & Schwert 2008, ISBN 3-86762-043-1
2. Lisa Smedman: Der Sturm der Toten. Feder & Schwert 2009, ISBN 3-86762-044-X
3. Lisa Smedman: Der Triumph der Spinne. Feder & Schwert 2009, ISBN 3-86762-047-4

- Tiefwasser

1. Steven E. Schend: Schwarzstabs Turm. Feder & Schwert 2010, ISBN 978-3-86762-078-9
2. Jaleigh Johnson: Nebelufer. Feder & Schwert 2011, ISBN 978-3-86762-079-6
3. Erik Scott De Bie: Schattenlabyrinth. Feder & Schwert 2011, ISBN 978-3-86762-093-2
4. Rosemary Jones: Totenstadt. Feder & Schwert 2011, ISBN 978-3-86762-098-7

- Fantasy-Krimis

1. Chet Williamson: Mord in Cormyr. Goldmann 1998, ISBN 3-442-24796-9
2. Richard S. Meyers: Mord in Halruaa. Goldmann 1998, ISBN 3-442-24795-0

## Englischsprachige Romane

### Anthologien
Von verschiedensten Autoren
- Realms of Valor (1993)
- Realms of Infamy (1994)
- Realms of Magic (1995)
- Realms of the Underdark (1996)
- Realms of the Arcane (1997)
- Realms of Mystery (1998)
- Realms of the Deep (2000)
- Realms of Shadow (2002)
- The Best of the Realms (2003)
- Realms of Dragons (2004)
- Realms of Dragons 2 (2005)
- The Best of the Realms II: The Stories of Ed Greenwood
- Realms of the Elves (2006)
- Realms of War (Geplant 2008)
- Realms of the Undead (?)

### The Avatar Series
- Shadowdale (1989), von Scott Ciencin
- Tantras (1989), von Scott Ciencin
- Waterdeep (1989), von Troy Denning
- Prince of Lies (1993), von James Lowder
- Crucible: The Trial of Cyric the Mad (1998), von Troy Denning

### The Baldur’s Gate Series
Basierend auf dem Computerspiel Baldur’s Gate.
- Baldur's Gate (1999), von Philip Athans
- Baldur's Gate II: Shadows of Amn (2000), von Philip Athans
- Baldur's Gate II: Throne of Bhaal (2001), von Drew Karpyshyn

### The Citadels
Von Ed Gentry, Jess LeBow, Mark Sehestedt and James P. Davis
- Neversfall (Geplant März 2008)
- Obsidian Ridge (2008)
- Sentinelspire (2008)
- The Shield of Weeping Ghosts (2008)

### The Cities
Von Richard Baker, Drew Karpyshyn, Mel Odom, Elaine Cunningham and Ed Greenwood
- The City of Ravens (2000)
- Temple Hill (2001)
- The Jewel of Turmish (2002)
- City of Splendors: A Novel of Waterdeep (2005)

### The Cleric Quintet
Von R. A. Salvatore
- Canticle (1991)
- In Sylvan Shadows (1992)
- Night Masks (1992)
- The Fallen Fortress (1993)
- The Chaos Curse (1994)

### The Cormyr Saga
Von Ed Greenwood & Jeff Grubb & Troy Denning
- Cormyr: A Novel (1996)
- Beyond the High Road (1999)
- Death of the Dragon (2000)

### Counselors & Kings
Von Elaine Cunningham
- The Magehound (2000)
- The Floodgate (2001)
- The Wizardwar (2002)

### The Dark Elf Trilogy
Von R. A. Salvatore
- Homeland (1990)
- Exile (1990)
- Sojourn (1991)

### Double Diamond Triangle Saga
Von J. Robert King, James Ward & David Wise, Ed Greenwood, Roger E. Moore, Dave Gross, David Cook & Peter Archer und Richard Baker
- The Abduction (1998)
- The Paladins (1998)
- The Mercenaries (1998)
- Errand of Mercy (1998)
- An Opportunity for Profit (1998)
- Conspiracy (1998)
- Uneasy Alliances (1998)
- Easy Betrayals (1998)
- The Diamond (1998)

### The Druidhome Trilogy
Von Douglas Niles
- Prophet of Moonshae (1992)
- The Coral Kingdom (1992)
- The Druid Queen (1993)

### The Dungeons
Von Erik Scott de Bie, Rosemary Jones, Jaleigh Johnson und Bruce R. Cordell
- The Depths of Madness (2007)
- Crypt of the Moaning Diamon (2007)
- The Howling Delve (2007)
- Stardeep (2007)

### The Elminster Series
Von Ed Greenwood
- Elminster - The Making of a Mage (1994)
- Elminster in Myth Drannor (1997)
- The Temptation of Elminster (1998)
- Elminster in Hell (2001)
- Elminster's Daughter (2004)

### The Empires Trilogy
- Horselords (1990), von David Cook
- Dragonwall (1990), von Troy Denning
- Crusade (1991), von James Lowder

### The Erevis Cale Trilogy
Von Paul S. Kemp
- Twilight Falling (2003)
- Dawn of Night (2004)
- Midnight's Mask (2005)

### The Fighters
Von Jess Lebow, Erik Scott de Bie, Murray J. D. Leeder und Keith Francis Strohm
- Master of Chains (September 2005)
- Ghostwalker (Dezember 2005)
- Son of Thunder (Jänner 2006)
- Bladesinger (März 2006)

### Finder's Stone Trilogy
Von Kate Novak und Jeff Grubb
- Azure Bonds (1988)
- The Wyvern's Spur (1990)
- Song of the Saurials (1991)

### The Harpers
- The Parched Sea (1991), von Troy Denning
- Elfshadow (Songs & Swords 1; 1991), von Elaine Cunningham
- Red Magic (1991), von Jean Rabe
- The Night Parade (1992), von Scott Ciencin
- The Ring of Winter (1992), von James Lowder
- Crypt of the Shadowking (1993), von Mark Anthony
- Soldiers of Ice (1993), von David Cook
- Elfsong (Songs & Swords 2; 1994), von Elaine Cunningham
- Crown of Fire (Shandril's Saga 2; 1994), von Ed Greenwood
- Masquerades (1995), von Kate Novak und Jeff Grubb
- Curse of the Shadowmage (1995), von Mark Anthony
- The Veiled Dragon (1996), von Troy Denning
- Silver Shadows (Songs & Swords 3; 1996), von Elaine Cunningham
- Stormlight (1996), von Ed Greenwood
- Finder's Bane (1997), von Kate Novak und Jeff Grubb
- Thornhold (Songs & Swords 4; 1998), von Elaine Cunningham

### The Haunted Land
Von Richard Lee Byers
- Unclean (2007)
- Undead (2008)
- Unholy (2009)

### House of Serpents
Von Lisa Smedman
- Venom's Taste (2004)
- Viper's Kiss (2005)
- Vanity's Brood (2006)

### The Hunter's Blade Trilogy
Von R. A. Salvatore
- The Thousand Orcs (2002)
- The Lone Drow (2003)
- The Two Swords (2004)

### Icewind Dale Trilogy
Von R. A. Salvatore
- The Crystal Shard (1988)
- Streams of Silver (1989)
- The Halfling's Gem (1990)

### The Knights of Myth Drannor
Von Ed Greenwood
- Swords of Eveningstar (2006)
- Swords of Dragonfire (2007)
- The Sword Never Sleeps (2008)

### Lady Penitent
By Lisa Smedman
- Sacrifice of the Widow (Geplant Februar 2007)
- Storm of the Dead (Geplant September 2007)
- Ascendancy of the Last (Geplant Juni 2008)

### The Last Mythal
Von Richard Baker
- Forsaken House (2004)
- Farthest Reach (2005)
- Final Gate (Due 2006)

### The Legend of Drizzt
Von R. A. Salvatore
- Homeland
- Exile
- Sojourn
- The Crystal Shard
- Streams of Silver
- The Halfling's Gem
- The Legacy
- Starless Night

### Legacy of the Drow
Von R. A. Salvatore
- The Legacy (1992)
- Starless Night (1993)
- Siege of Darkness (1994)
- Passage to Dawn (1996)

### Lost Empires
Von Mel Odom, Troy Denning, Clayton Emery, und Lynn Abbey
- The Lost Library of Cormanthyr (1998)
- Faces of Deception (1998)
- The Shadow Stone (1999)
- The Nether Scroll (2000)

### The Lost Gods
Von Kate Novak & Jeff Grubb and Douglas Niles
- Finder's Bane (The Harpers 15; 1997)
- Fistandantilus Reborn (In FR eingebundener Dragonlance-Roman; 1997)
- Tymora's Luck (1997)

### Maztica Trilogy
Von Douglas Niles
- Ironhelm (1990)
- Viperhand (1990)
- Feathered Dragon (1991)

### Moonshae Trilogy
Von Douglas Niles
- Darkwalker on Moonshae (1987)
- Black Wizards (1988)
- Darkwell (1989)

### Kriminalromane
Von Chet Williamson, John Maddox Roberts and Richard S. Meyer
- Murder in Cormyr (1996)
- Murder in Tarsis (In FR eingebundener Dragonlance-Roman; 1999)
- Murder in Halruaa (1996)

### Netheril Trilogy
Von Clayton Emery
- Sword Play (1996)
- Dangerous Games (1996)
- Mortal Consequences (1998)

### The Nobles
Von David Cook, Victor Milan, Mark Anthony, Brian Thomson, Paul Kidd, and Lynn Abbey
- King Pinch (1995)
- War in Tethyr (1995)
- Escape from Undermountain (1996)
- The Mage in the Iron Mask (1996)
- The Council of Blades (1996)
- The Simbul's Gift (1997)

### Paths of Darkness
Von R. A. Salvatore
- The Silent Blade (1998)
- The Spine of the World (1999)
- Servant of the Shard (The Sellswords 1; 2000)
- Sea of Swords (2001)

### Pools Trilogy
Von James Ward & Jane Cooper Hong & Anne K. Brown
- Pool of Radiance (1989)
- Pools of Darkness (1992)
- Pool of Twilight (1993)

### The Priests
Von Bruce R. Cordell, Dave Gross & Don Bassingthwaite, Kameron M. Franklin, und Richard Lee Byers
- Lady of Poison (2004)
- Mistress of the Night (2004)
- Maiden of Pain (Subject of the 2003 novel Open Call; 2005)
- Queen of the Depths (2005)

### Return of the Archwizards
Von Troy Denning
- The Summoning (2001)
- The Siege (2001)
- The Sorcerer (2002)

### The Rogues
Von Edward Bolme, Richard Lee Byers, Voronica Whitney-Robinson, und Don Bassingthwaite
- The Alabaster Staff (2003)
- The Black Bouquet (2003)
- The Crimson Gold (2003)
- The Yellow Silk (2004)

### The Scions of Arrabar Trilogy
Von Thomas M. Reid
- The Sapphire Crescent (2003)
- The Ruby Guardian (2004)
- The Emerald Sceptre (Due August 2005)

### The Sellswords
Von R.A. Salvatore
- Servant of the Shard (Paths of Darkness 3; 2005)
- Promise of the Witch-King (Due October 2005)
- Road of the Patriarch (due October 2006)

### Sembia
Von Ed Greenwood, Clayton Emery, Paul S. Kemp, Richard Lee Byers, Dave Gross, Lisa Smedman, und Voronica Whitney-Robinson.
- The Halls of Stormweather: A Novel in Seven Parts (2000)
  - "The Burning Chalice"
  - "Song of Chaos"
  - "Night School"
  - "The Price"
  - "Thirty Days"
  - "Resurrection"
  - "Skin Deep"
- Shadow's Witness (2000)
- The Shattered Mask (2001)
- Black Wolf (2001)
- Heirs of Prophecy (2002)
- Sands of the Soul (2002)
- Lord of Stormweather (2003)

### The Shadow of the Avatar Trilogy
Von Ed Greenwood
- Shadows of Doom (1995)
- Cloak of Shadows (1995)
- All Shadows Fled (1995)

### Shandril's Saga
Von Ed Greenwood
- Spellfire (1988)
- Crown of Fire (The Harpers 9; 1994)
- Hand of Fire (2002)

### Starlight and Shadows
Von Elaine Cunningham
- Daughter of the Drow (1995)
- Tangled Webs (1996)
- Windwalker (2003)

### Songs & Swords
Von Elaine Cunningham
- Elfshadow (The Harpers 2; 1991)
- Elfsong (The Harpers 8; 1994)
- Silver Shadows (The Harpers 13; 1996)
- Thornhold (The Harpers 16; 1998)
- The Dream Spheres (1999)
- Restoration (working title) (Geplant 2008)

### The Threat from the Sea Trilogy
Von Mel Odom
- Rising Tide (1999)
- Under Fallen Stars (1999)
- The Sea Devil's Eye (2000)

### The Twilight Giants
Von Troy Denning
- The Ogre's Pact (1994)
- The Giant Among Us (1995)
- The Titan of Twilight (1995)

### The Twilight War Trilogy
Von Paul S. Kemp
- Shadowbred (Geplant July 2006)
- Shadowstorm (Geplant August 2007)
- Shadowrealm (Geplant mid 2008)

### War of the Spider Queen
Von Richard Lee Byers, Thomas M. Reid, Richard Baker, Lisa Smedman, Philip Athans, und Paul S. Kemp (R. A. Salvatore fungierte als Berater)
- Dissolution (2002)
- Insurrection (2002)
- Condemnation (2003)
- Extinction (2004)
- Annihilation (2004)
- Resurrection (2005)

### The Watercourse Trilogy
Von Philip Athans
- Whisper of Waves (November 2005)
- Lies of Light (Geplant 2006)
- Scream of Stone (Geplant 2007)

### The Wizards
Von Steven E. Schend, James P. Davis, Bruce R. Cordell und Mark Sehestedt
- Blackstaff (Geplant Juli 2006)
- Bloodwalk (Geplant Juli 2006)
- Darkvision (Geplant September 2006)
- Frostfell (Geplant Dezember 2006)

### The Year of Rogue Dragons
Von Richard Lee Byers
- The Rage (2004)
- The Rite (2005)
- The Ruin (Mai 2006)

### Sonstige Romane
- Evermeet: Island of Elves (Elaine Cunningham; 1999)
- The Glass Prison (Monte Cook; 1999)
- Once Around the Realms (Brian Thomson; 1995)
- Pool of Radiance: The Ruins of Myth Drannor (Carrie A. Bebris; basierend auf dem gleichnamigen Computerspiel; 2001)
- The Shadow Stone (Richard Baker; 1998)
- Silverfall: Stories of the Seven Sisters (Ed Greenwood; 1999)